# Circolo Vela Gargnano
Il Circolo Vela Gargnano è un club velico attivo nel Lago di Garda, fondato nel 1950. È affiliato alla Federazione Italiana Vela e annovera oltre trecento soci. La sede del Club è a Gargnano, in provincia di Brescia.

## Eventi sportivi
Il Circolo Vela Gargnano ha organizzato diversi eventi e regate a livello internazionale, come la Centomiglia e la “Cento Cup”.
Nel 1996 è iniziato "Homerus" (progetto di vela autonoma per non vedenti), con la vittoria nel 2003 al Campionato Mondiale cat. B1 (non vedenti assoluti).
Il CONI ha conferito al circolo, per la sua attività, la Stella d'Argento al merito sportivo 1985 e la Stella d'Oro al merito sportivo 2002.

### America's Cup
Nel 2007 ha partecipato alla America's Cup con il sindacato +39 Challenge.